# Heinrich Trinowitz
Heinrich August Trinowitz (* 20. Mai 1879 in Fichthorst; † 10. Januar 1929 in Königsberg) war ein deutscher Gewerkschafter und sozialdemokratischer Politiker.

## Leben

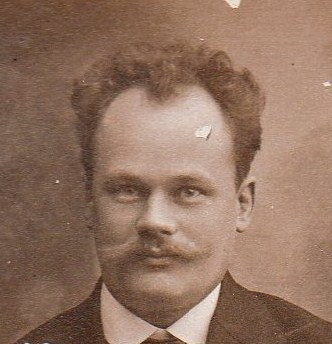
Heinrich A. Trinowitz

Nach einer recht traurigen und freudlosen Kindheit und dem Besuch der Knabenschule Elbing absolvierte er eine Tischlerlehre und übte den Tischlerberuf bis 1911 aus.
Zwischen 1906 und 1911 war er Mitglied im Vorstand der Ortskrankenkasse der Tischler. Außerdem war Trinowitz von 1907 bis 1911 Vorsitzender der Filiale des Deutschen Holzarbeiter-Verbandes sowie zwischen 1909 und 1911 Obmann der Gewerbegerichtsbeisitzer in Elbing. Ab dem Juni 1911 war er zunächst Angestellter und ab Oktober 1919 Gauvorsteher des Deutschen Holzarbeiter-Verbandes. Dienstsitz war Tilsit und ab 1926 Königsberg. In den Jahren 1912, 1922 sowie 1925 war Trinowitz Teilnehmer an den Gewerkschaftskongressen der Holzarbeiter.
In Tilsit war Trinowitz auch 1914 Vorsitzender des SPD Bildungsausschusses und Mitglied des Aufsichtsrates des örtlichen Konsumvereins.
Er war für den Militärdienst im Ersten Weltkrieg wegen eines Arbeitsunfalls als Tischler, der den Verlust des Daumens seiner rechten Hand verursachte, ungeeignet.
Trinowitz war von 1919 bis 1921 Mitglied der verfassungsgebenden preußischen Landesversammlung. Außerdem war er von 1919 bis 1925 Stadtverordneter in Tilsit sowie von 1921 bis 1929 Mitglied im Vorläufigen Reichswirtschaftsrat als Vertreter der Arbeitnehmer des Handwerks.
Daneben schrieb er gelegentlich Beiträge für die Partei- und Gewerkschaftspresse.